# 김장금
김장금(金長金, 1789년 ~ 1839년 7월 20일)은 조선의 천주교 박해 때에 순교한 한국 천주교의 103위 성인 중에 한 사람이다. 세례명은 안나(Anna)이다.

## 생애
김장금은 한 천주교 집안에서 태어났다. 그녀는 젊을 때 남편을 여의고, 어머니와 함께 가난하게 살며 여생의 대부분을 기도에 열중하며 보냈다. 그녀의 집안은 이광렬 요한의 집안과 친분이 두터웠고, 그녀는 1839년 4월 8일에 이광렬과 그의 가족과 함께 체포되었다.
그녀는 포도청에서 온갖 고문에도 불구하고 배교치 않았고, 형조로 이송되어 사형선고를 받았다. 그녀에 대한 기록은 매우 적은데, 그녀는 1839년 7월 20일에 한양의 서소문 밖에서 일곱 명의 교우들과 함께 참수되었다는 기록이 있다. 그렇게 그녀는 나이 51세로 순교의 영관을 썼다.

## 시복 · 시성
김장금 안나는 1925년 7월 5일에 로마 성 베드로 대성당에서 교황 비오 11세가 집전한 79위 시복식을 통해 복자 품에 올랐고, 1984년 5월 6일에 서울특별시 여의도에서 한국 천주교 창립 200주년을 기념하여 방한한 교황 요한 바오로 2세가 집전한 미사 중 이뤄진 103위 시성식을 통해 성인 품에 올랐다.

## 참고 문헌
- (영어) Catholic Bishop's Conference Of Korea. 103 Martryr Saints: 김장금 안나 Anna Kim Chang-gum 보관됨 2014-10-06 - 웨이백 머신